# Elzenpropmummiekelkje
Het elzepropmummiekelkje (Ciboria viridifusca) is een schimmel die behoort tot de familie Sclerotiniaceae. Het leeft saprotroof uitsluitend op gevallen vrouwelijke katjes van els (Alnus) in allerlei bossen met deze boom. De vruchtlichamen verschijnen in de lengte en de herfst.
Het deelt deze zeer specifieke habitat vaak met een andere ascomyceet: de elzenpropmollisia (Mollisia amenticola), die ongesteelde, witachtige, grijze of crèmekleurige vruchtlichamen vormt. Het elzekatjesmummiekelkje (Ciboria amentacea) komt uitsluitend voor op mannelijke elzenkatjes.

## Kenmerken

### Uiterlijke kenmerken
De gesteelde, komvormige apothecia (vruchtlichamen) groeien op dode vrouwelijke elzenkatjes, zijn geelachtig tot olijfbruin en 1 tot 4 mm breed. De beker is eerst komvormig, dan licht bol en bij rijpheid soms gebarsten aan de randen. Het binnenste, hymeniale oppervlak is glad en heeft verschillende tinten roodachtig bruin. Het steriele buitenoppervlak is meestal wat bleker en gevlekt, tenminste als ze jong zijn. De steel is 2 tot 3 cm lang, 0,7 tot 1,5 mm breed en wordt donkerder naar de basis toe, bijna zwart wordend.

### Microscopische kenmerken
De sporen zijn glad, ongesepteerd en elliptisch, met 1 à 2 druppels olie en meten 6-9 × 3-4 μm. De asci zijn 8-sporig en meten 110-140 × 7-10 μm. De parafysen zijn smal, draadvormig of licht knotsvormig, buiten de asci groeiend.

## Verspreiding
Het elzenpropmummiekelkje komt in Nederland matig algemeen voor.

## Foto's

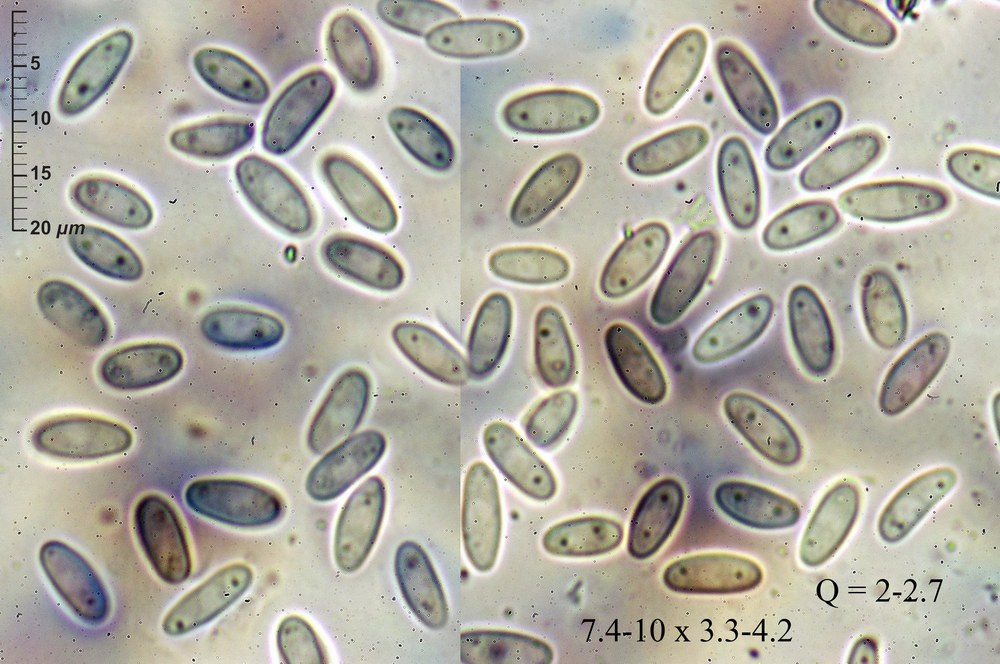
Sporen
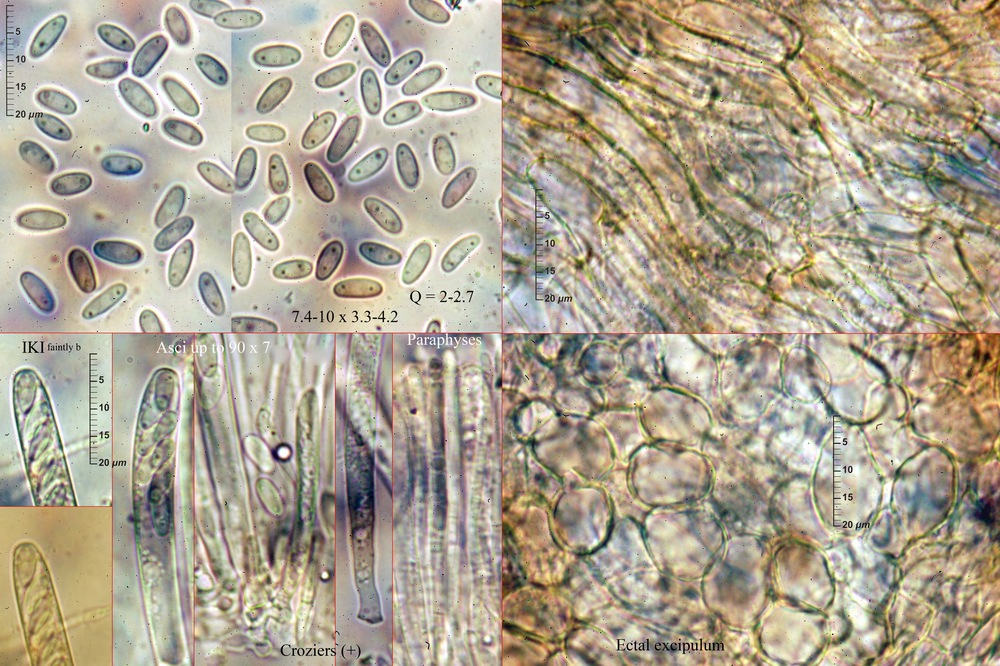
Sporen, hyfen, asci, parafysen en excipulum